# Urdolmen von Altkalen
Der Urdolmen von Altkalen liegt südwestlich von Altkalen (auch Alt-Kalen oder Alt Kalen) im Forst „Die Lüchow“ im Landkreis Rostock (Altkreis Teterow) in Mecklenburg-Vorpommern.

## Beschreibung

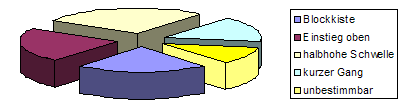
Die 18 von Ewald Schuldt untersuchten Urdolmen

Der Urdolmen liegt als Parallellieger am breiteren Ende eines nahezu Nord-Süd orientierten, trapezförmigen Hünenbettes, dessen Einfassung an den Langseiten noch beinahe vollständig ist. Die Maße des Hünenbettes betragen 13,0 m × 5,5 auf 4,0 m. Die nach Süden öffnende Kammer ist 1,8 × 0,8 m groß, etwa einen Meter tief. Sie besitzt drei Tragsteine, zwei liegende auf den Langseiten und den nördlichen Schlussstein. Über die Art des Zugangs sind keine Aussagen möglich. Der einzige Deckstein ist etwa mittig geteilt und die erhaltene Hälfte liegt auf. Der von Ewald Schuldt 1968 untersuchte Dolmen blieb fundlos.